# آمین.
آمین. (انگلیسی: Amen.) فیلمی در ژانر درام به کارگردانی کوستا گاوراس است که در سال ۲۰۰۲ منتشر شد. از بازیگران آن می‌توان به اولریش توکور، متیو کاسوویتس، سباستیان کخ، گابریل اسپاهیو، مارینا برتی، ریچارد دوردن، یون کارامیترو، رودی رزنفلد، امیل هُـشتینا و میشل دوشوسوآ و فردریش فون تون اشاره کرد.